# Thomaskapelle (Lappenstuhl)
Die Thomaskapelle ist eine evangelische Kapelle im Bramscher Stadtteil Lappenstuhl. Zunächst wurde sie 1951 als Diasporakapelle im katholischen Voltlage errichtet. Nach dem Abbau und anschließenden Wiederaufbau im 20 km entfernten Lappenstuhl wird sie seitdem dort als Kapelle genutzt.

## Geschichte

### Diasporakapelle in Voltlage
Nach dem Ende des Zweiten Weltkrieges kamen viele evangelische Flüchtlinge aus den ehemals deutschen Ostgebieten in die ehemals selbstständigen Gemeinden Voltlage, Höckel und Weese. Da aber das Kirchspiel Voltlage ausnahmslos katholisch war, wurde von den Katholiken zunächst der Seelsorgeraum zur Verfügung gestellt. Zeitweise konnte man die katholische Kirche St. Katharina mitnutzen. Da die beengten Platzverhältnisse für die wachsende Gemeinde nicht zufriedenstellend waren, strebte man den Bau einer eigenen Kapelle an. Die amerikanische Sektion des lutherischen Weltbundes unterstützte den Bau finanziell so, dass eine Diasporakapelle des Architekten Otto Bartning gebaut werden konnte.
Der erste Standort der Kapelle war an der Straße „Sterthauk“ in Voltlage. Der Bauantrag zur Errichtung der Kapelle wurde vom in Voltlage lebenden Flüchtlingspastor Dr. Neuendorff gestellt und am 9. Juni 1950 stattgegeben. Da der Bauleiter Rutenschröer aus dem Nachbarort Recke keine Winterbaustelle einrichten wollte, begann der Bau erst im darauffolgenden Frühjahr. 
Am 8. Juli 1951 wurde die Kapelle in Anwesenheit von kirchlichen Würdenträgern des Umkreises sowie eines amerikanischen Pastors als Vertreter des lutherischen Weltbundes eingeweiht.
Durch zahlreiche Wegzüge von Gemeindemitgliedern schrumpfte die Gemeinde stark zusammen, sodass es 1968 kaum noch evangelische Christen in Voltlage gab. Die wahrscheinlich letzte Nutzung des Gebäudes war eine Beerdigung eines Schülers im Jahr 1968. Nach der Schließung der Kirche erfolgte die Betreuung der verbliebenen Gemeindemitgliedern aus Fürstenau. 1969 wurde die Kirche abgerissen und in Lappenstuhl eingelagert.

### Wiederaufbau in Lappenstuhl
In Lappenstuhl eingelagert zweifelten viele Bürger des Ortes an dem sich hinziehenden Aufbau, sodass die Kapelle nach dem stets zweifelnden Thomas der Bibel benannt wurde. Am 1. August 1970 wurde die wieder errichtete Kapelle geweiht.
2016 wurde die seit 45 Jahren genutzte elektrische Orgel durch eine Pfeifenorgel ersetzt
Die Thomaskapelle könnte, falls die Notkirchen anerkannt werden, in Zukunft Teil des Weltkulturerbes werden. Die Kirchengemeinde unterstützt dem Antrag der Otto Bartning-Arbeitsgemeinschaft für Kirchenbau, welche einen Antrag an die UNESCO stellen möchte.